# Dans une île avec vous
Pour plus de détails, voir Fiche technique et Distribution.

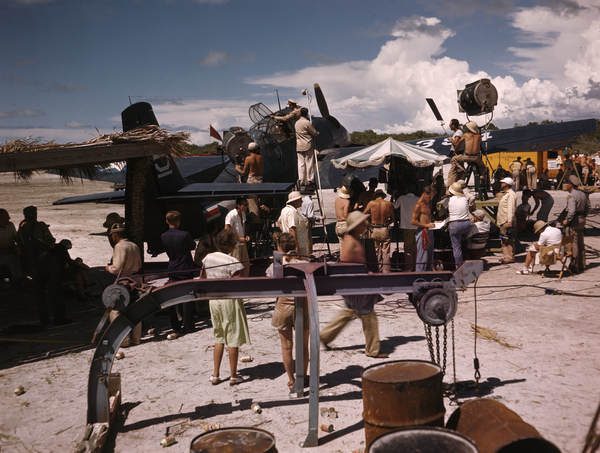
Tournage du film

Dans une île avec vous (On an Island with You) est un film américain en Technicolor de Richard Thorpe, sorti en  1948.

## Synopsis
L'actrice et nageuse Rosalind Reynolds est en tournage sur une île hawaïenne. Le lieutenant Lawrence Kingslee y arrive pour travailler comme conseiller technique de la star principale du film, Ricardo Montez. Lawrence tombe amoureux, mais Rosalind sort déjà avec Ricardo. Quant à Yvonne Torro, actrice et meilleure amie de Rosalind, elle est secrètement amoureuse de Ricardo.
Ballets aquatiques, danses, et chansons figurent dans cette comédie musicale en couleur.

## Fiche technique
- Titre original : On an Island with You
- Titre français : Dans une île avec vous
- Réalisation : Richard Thorpe
- Scénario : Dorothy Kingsley, Dorothy Cooper, Charles Martin
  - d'après une histoire de Charles Martin et Hans Wilhelm
- Musique : Nacio Herb Brown
- Directeur musical : George E. Stoll
- Direction artistique : Edward C. Carfagno et Cedric Gibbons
- Chorégraphie : Jack Donohue
- Costumes : Irene
- Décors : Edwin B. Willis
- Photographie : Charles Rosher
- Son :	Douglas Shearer
- Montage : Douglass Biggs et Ferris Webster
- Producteur : Joe Pasternak
- Société de production : Metro-Goldwyn-Mayer
- Société de distribution : Loew's Inc.
- Pays de production :  États-Unis
- Langues d'origine : anglais américain, espagnol
- Format : couleur (Technicolor) – 35 mm – 1,37:1 — son : mono (Western Electric Sound System)
- Genre : film musical et comédie romantique
- Durée : 104 minutes
- Dates de sortie : 
  - États-Unis : 3 mai 1948
  - France : 5 janvier 1951

## Distribution
- Esther Williams : Rosalind Reynolds
- Peter Lawford : lieutenant Lawrence Y. Kingslee
- Ricardo Montalban : Ricardo Montez
- Jimmy Durante : Jimmy Buckley
- Cyd Charisse : Yvonne Torro
- Leon Ames : Harrison
- Kathryn Beaumont : Penelope Peabody
- Dick Simmons : George Blaine
- Xavier Cugat et son orchestre

## Bande originale
- On an Island with You : musique de Nacio Herb Brown, paroles d'Edward Heyman, interprétée par Ricardo Montalban, doublé par Bill Lee
- The Dog Song : musique de Nacio Herb Brown, paroles d'Edward Heyman, interprétée par Xavier Cugat et Betty Reilly
- Takin' Miss Mary to the Ball : musique de Nacio Herb Brown, paroles d'Edward Heyman, interprétée par Jimmy Durante accompagné par Xavier Cugat et son orchestre
- I Can't Get Along Without Broadway : paroles et musique de Jimmy Durante, Nacio Herb Brown et Edward Heyman, interprétée par Jimmy Durante accompagné par Xavier Cugat et son orchestre
- I'll Do the Strut-Away (In my Cutaway) : paroles et musique de Harry Donnelly, Jimmy Durante et Irving Caesar, interprétée par Jimmy Durante accompagné par Xavier Cugat et son orchestre
- You Gotta Start Off Each Day with a Song : paroles et musique de Jimmy Durante, interprétée par Jimmy Durante
- El cumbanchero : paroles et musique de Rafael Hernandes, interprétée par Betty Reilly accompagnée par Xavier Cugat et son orchestre